# Logumer Vorwerk
Logumer Vorwerk wurde 1972 zusammen mit Wybelsum nach Emden eingemeindet. Vorher gehörte es zum Landkreis Norden. Der dörfliche Stadtteil, gemessen an der Einwohnerzahl mit 0,5 Prozent der Gesamtbevölkerung der kleinste Emdens, ist nach einem bei einer Sturmflut untergegangenen Ort namens Logum benannt. Dieser hatte sich im Bereich des heutigen Dollarts befunden. Logumer Vorwerk hatte am 31. Dezember 2010 227 Einwohner.

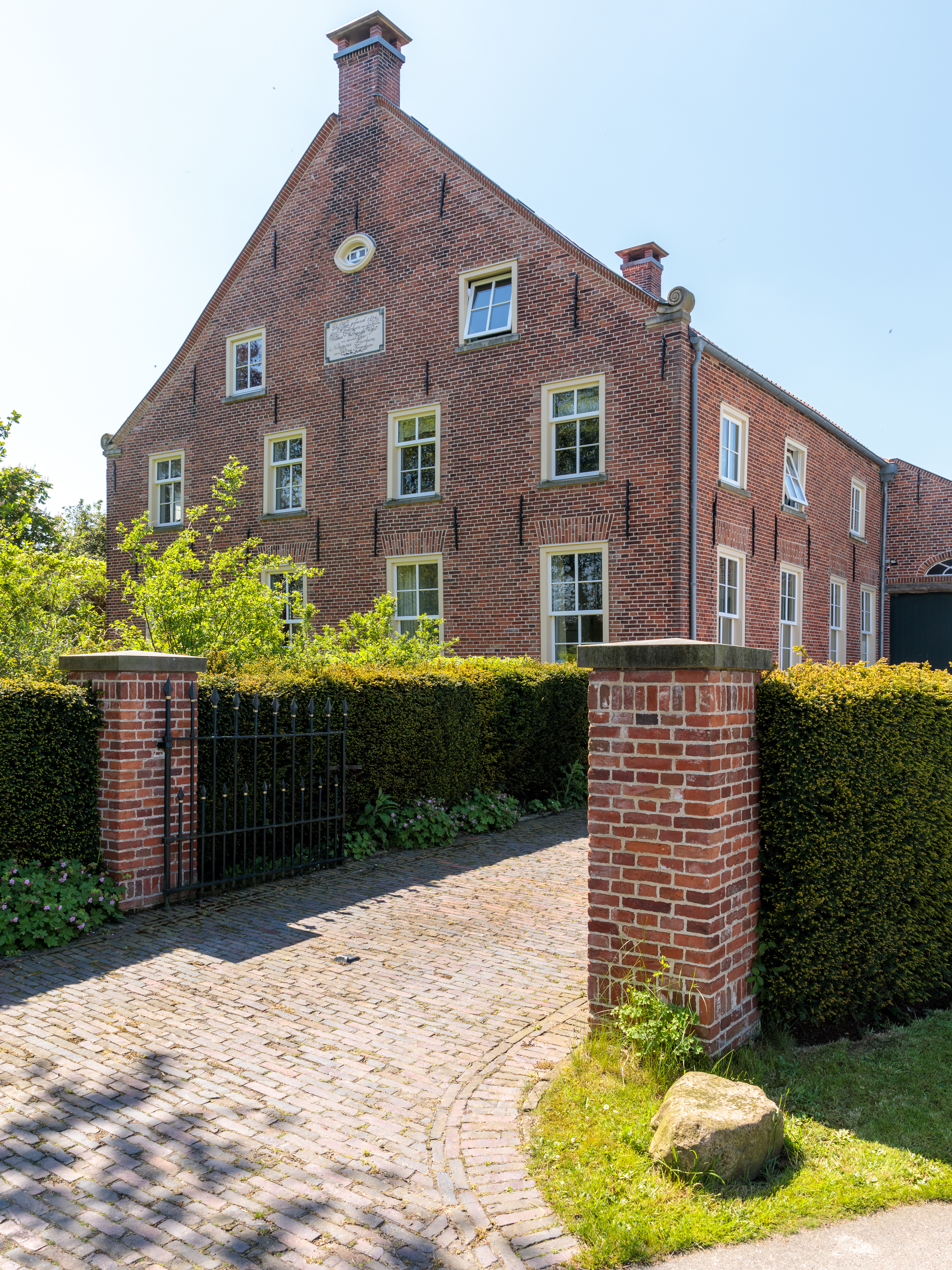
Bauernhaus Tide-Winenga-Weg 10

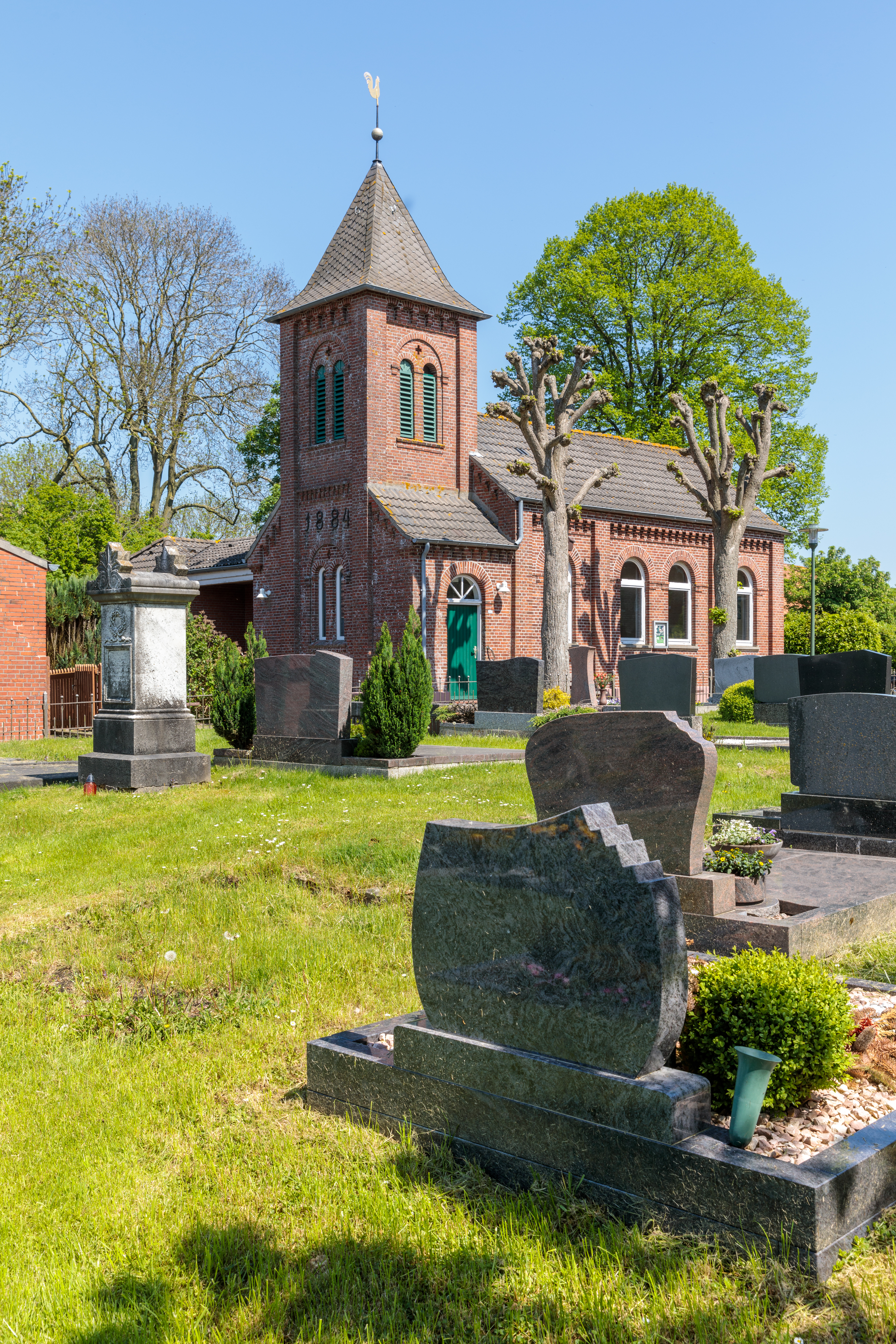
Friedhof und Kirche Logumer Vorwerk

## Geschichte
Wie für viele andere Marschendörfer Ostfrieslands (etwa in der Krummhörn) kann auch für Logumer Vorwerk festgestellt werden, dass sich die Zahl der Einwohner seit dem 19. Jahrhundert bis heute nicht deutlich verändert hat. Im Jahr 1823 wurden in Logumer Vorwerk 158 Einwohner festgestellt. Logumer Vorwerk zählte per 30. September 2012 218 Einwohner. Damit ist Logumer Vorwerk nach Marienwehr der nach Einwohnerzahl zweitkleinste der Emder Stadtteile. Von den 227 Einwohnern waren lediglich zwei Ausländer, was einem Anteil von 0,9 Prozent entspricht. Der Ausländeranteil ist damit in absoluten Zahlen der kleinste und prozentual der zweitkleinste (nach Twixlum) unter allen Emder Stadtteilen. Die Vergleichsquote für die Stadt beträgt 5,1 Prozent.
Exakt die Hälfte der Einwohner (109) gehört der reformierten Kirche an. Lutherisch sind 29 Einwohner (13,3 Prozent), der katholischen Kirche gehören 19 Einwohner an (8,7 Prozent). Die restlichen 61 Einwohner (28 Prozent) sind entweder konfessionslos oder gehören einer anderen Glaubensrichtung an. Zusammen stellen die Christen der beiden großen evangelischen Kirchen also 63,3 Prozent der Einwohner.
26,6 Prozent der Einwohner (58 Personen) sind älter als 65 Jahre, womit der städtische Durchschnitt von recht genau 20 Prozent klar übertroffen wird. Zur Alterskohorte der Bis-19-Jährigen zählen 35 Personen, mithin 16 Prozent der Einwohner. In der Altersgruppe zwischen 19 und 24 Jahren finden sich weitere zehn Personen, so dass die Zahl aller Personen bis 24 Jahre 45 (oder 20,6 Prozent) beträgt. Die Vergleichszahlen für das Stadtgebiet betragen 18,5 Prozent (bis 19 Jahre) und 25,6 Prozent (bis 24 Jahre). Logumer Vorwerk verzeichnet also zugleich klar unterdurchschnittlich viele jüngere Menschen. Hier macht sich unter anderem bemerkbar, dass in Logumer Vorwerk im Gegensatz zu anderen Stadtteilen seit Jahren kaum neue Häuser oder gar Neubaugebiete entstanden sind.
Wie ganz Ostfriesland – und Emden im Besonderen – ist Logumer Vorwerk seit Jahrzehnten eine Hochburg der SPD. Bereits bei der Bundestagswahl 1949 ergab sich eine absolute Mehrheit für die SPD. Sie holte damals mehr als 50 Prozent der Stimmen, während die CDU unter zehn Prozent blieb. Bei der Bundestagswahl 1953 holten die Sozialdemokraten die absolute Mehrheit, bei der Bundestagswahl 1969 ebenso. Die „Willy-Brandt-Wahl“ 1972 brachte den Sozialdemokraten Rekordergebnisse in Ostfriesland, was auch auf Logumer Vorwerk zutraf: Die SPD lag bei mehr als 70 Prozent der abgegebenen gültigen Stimmen, während die CDU weniger als 20 Prozent holte.
Am 1. Juli 1972 wurde Logumer Vorwerk in die Stadt Emden eingegliedert.
Die Logumer Vorwerker Kirche ist ein Bau aus dem Jahre 1884. Die Vorgängerkirche am selben Ort wurde wegen Baufälligkeit aufgegeben.